# Aïn Bouziane
Aïn Bouziane (în arabă عين بوزيان) este o comună din provincia Skikda, Algeria.
Populația comunei este de 9.591 de locuitori (2008).